# Boże Narodzenie (film)
Boże Narodzenie (fr. Joyeux Noël) – francuski dramat wojenny z 2005 roku w reżyserii Christiana Cariona, oparty na autentycznym wydarzeniu z czasów I wojny światowej.

## Opis fabuły
Rok 1914. Na froncie zachodnim trwają krwawe walki pomiędzy armiami niemiecką oraz brytyjsko–francuską. Zbliża się Boże Narodzenie. W noc wigilijną żołnierze obu stron na jednym z odcinków frontu przerywają działania wojenne i wspólnie obchodzą święta.

## Obsada
- Diane Kruger jako Anna Sörensen
- Benno Fürmann jako Nikolaus Sprink
- Guillaume Canet jako porucznik Audebert
- Gary Lewis jako Palmer
- Dany Boon jako Ponchel
- Daniel Brühl jako Horstmayer
- Christopher Fulford jako major
- Lucas Belvaux jako Gueusselin
- Alex Ferns jako Gordon